# Ben Reichert
Ben Reichert (Hebreeuws: בן רייכרט) (Ramat Hasjaron, 4 maart 1994) is een Israëlische voetballer die sinds januari 2020 uitkomt voor Hapoel Kefar Saba. Reichert is een middenvelder.

## Carrière
Reichert kwam in zijn thuisland uit voor Ramat HaSharon, Maccabi Tel Aviv en Hapoel Tel Aviv. Op 9 juni 2017 ondertekende hij een contract voor drie seizoenen bij Zulte Waregem. Reichert werd echter al snel weer uitgeleend aan de Israëlische clubs Hapoel Akko en MS Asjdod. Reichert maakte uiteindelijk nooit zijn officiële debuut voor Zulte Waregem, want op 3 september 2019 werd zijn contract in onderling overleg ontbonden.
In oktober 2019 vond Reichert onderdak bij zijn ex-club Ramat HaSharon. Drie maanden later maakte hij de overstap naar Hapoel Kefar Saba.

## Erelijst
| Landskampioen Israël | 1x | 2014/15 |